# August Hellemans
August Hellemans (21 de juny de 1907 - 4 de maig de 1992) fou un futbolista belga.

## Selecció de Bèlgica
Va formar part de l'equip belga a la Copa del Món de 1930.